# Portonaccio-sarcofaag
De Portonaccio-sarcofaag is een Romeinse sarcofaag uit de tweede eeuw. Hij werd in 1931 gevonden bij de Via Tiburtina in de buurt van Portonaccio, een oostelijke buitenwijk van Rome. Deze grafkist was waarschijnlijk bedoeld voor een legeraanvoerder uit de Marcomannenoorlog ten tijde van Marcus Aurelius. Het kunstwerk maakt deel uit van de collectie van het Museo Nazionale Romano in Rome. 

## Voorstelling
De voorzijde van de hoge sarcofaag (153 cm) wordt in beslag genomen door haut-reliëfs van een groot gevecht tussen Romeinen en barbaren. Deze strijd wordt op verschillende niveaus uitgebeeld, bovenin Romeinse ruiters die charges uitvoeren, daaronder Romeinse infanteristen en helemaal onderaan verslagen barbaren. In het midden voert een generaal met onafgewerkt gelaat een aanval uit gezeten op een paard. Het dramatische effect van de scène wordt nog versterkt door het chiaroscuro dat door het vakkundig aangebrachte reliëf ontstaat.
Oorlogstrofeeën met daaronder een tweetal gevangen barbaren, een man en een vrouw, begrenzen aan beide zijden de gevechtshandelingen. De blik van de gevangen laat weinig twijfel bestaan over de politieke bedoeling van de sarcofaag: wie de wapens opneemt tegen Rome wacht uiteindelijk een droevig lot. In een tijd waarin het Romeinse Rijk te maken kreeg met invallen van barbaarse stammen was dit een geruststellende boodschap. Aan de haardracht van de rechter slaaf, een zogenaamde Suebische vlecht, valt af te leiden dat het hier om twee gevangen Sueben gaat. De barbaren aan de linkerkant zijn andere Germanen of Sarmaten.
Op de zijkanten zijn in bas-reliëf twee scènes te zien die zich na de slag afspelen, links steken gevangengenomen barbaren bewaakt door Romeinen een rivier over, rechts geven twee stamhoofden zich over aan Romeinse aanvoerders. Het deksel heeft aan beide zijden een groot akroterion van een masker van een bebaarde man. Daartussen bevindt zich een fries met de belangrijkste momenten uit de levens van de overledene en zijn echtgenote. In het midden hun huwelijk, links de vrouw die belangrijke huishoudelijke taken vervult en rechts de man die clementie verleent aan gevangen barbaren. Ook hier zijn de gezichten niet afgewerkt. 
Op basis van de militaire insignes, de adelaar van het Legio IIII Flavia en het everzwijn van het Legio I Italica vermoeden sommige historici dat de sarcofaag bestemd was voor Aulus Iulius Pompilius, aanvoerder van twee cavalerie-eenheden onder Marcus Aurelius. Het is echter ook mogelijk dat de grafkist geen biografische elementen bevat, maar als een allegorie moet worden opgevat van belangrijke deugden die een overledene al dan niet belichaamd had. De nabestaanden konden er in dat geval voor kiezen om de individuele gelaatstrekken bij de koop te laten aanbrengen of de sarcofaag onafgewerkt mee te nemen, wellicht tegen een betere prijs.

## Afbeeldingen

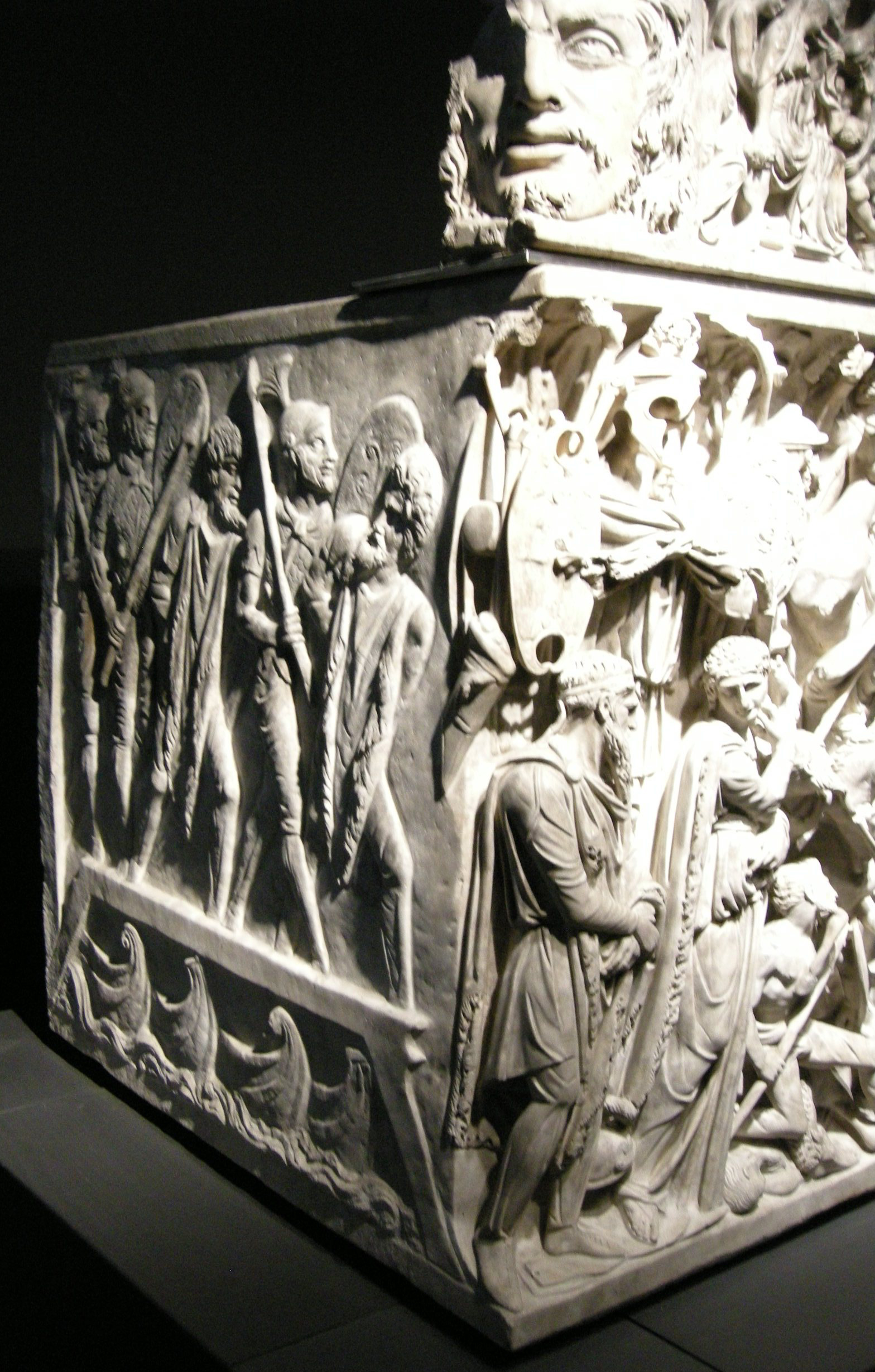
Linkerkant
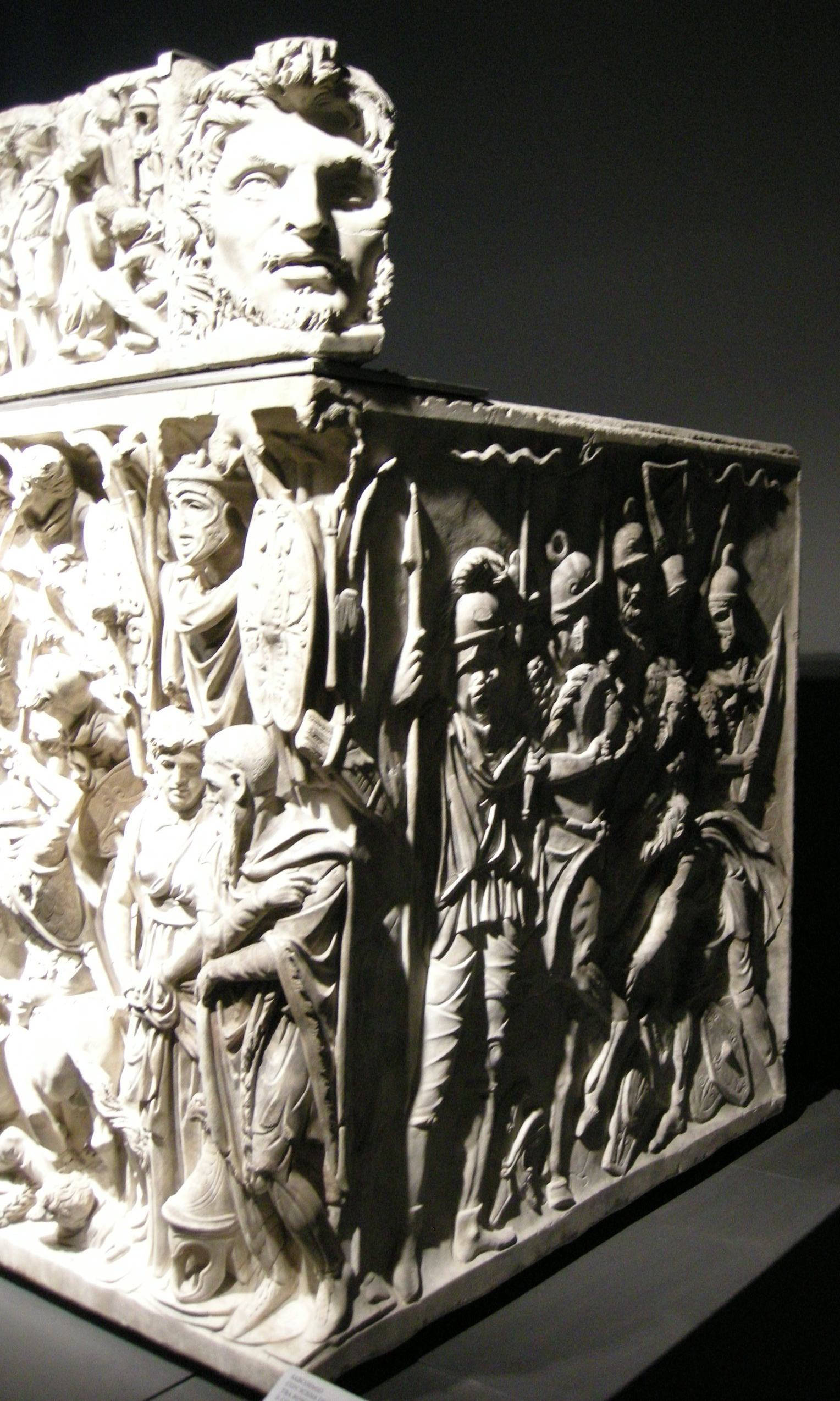
Rechterkant
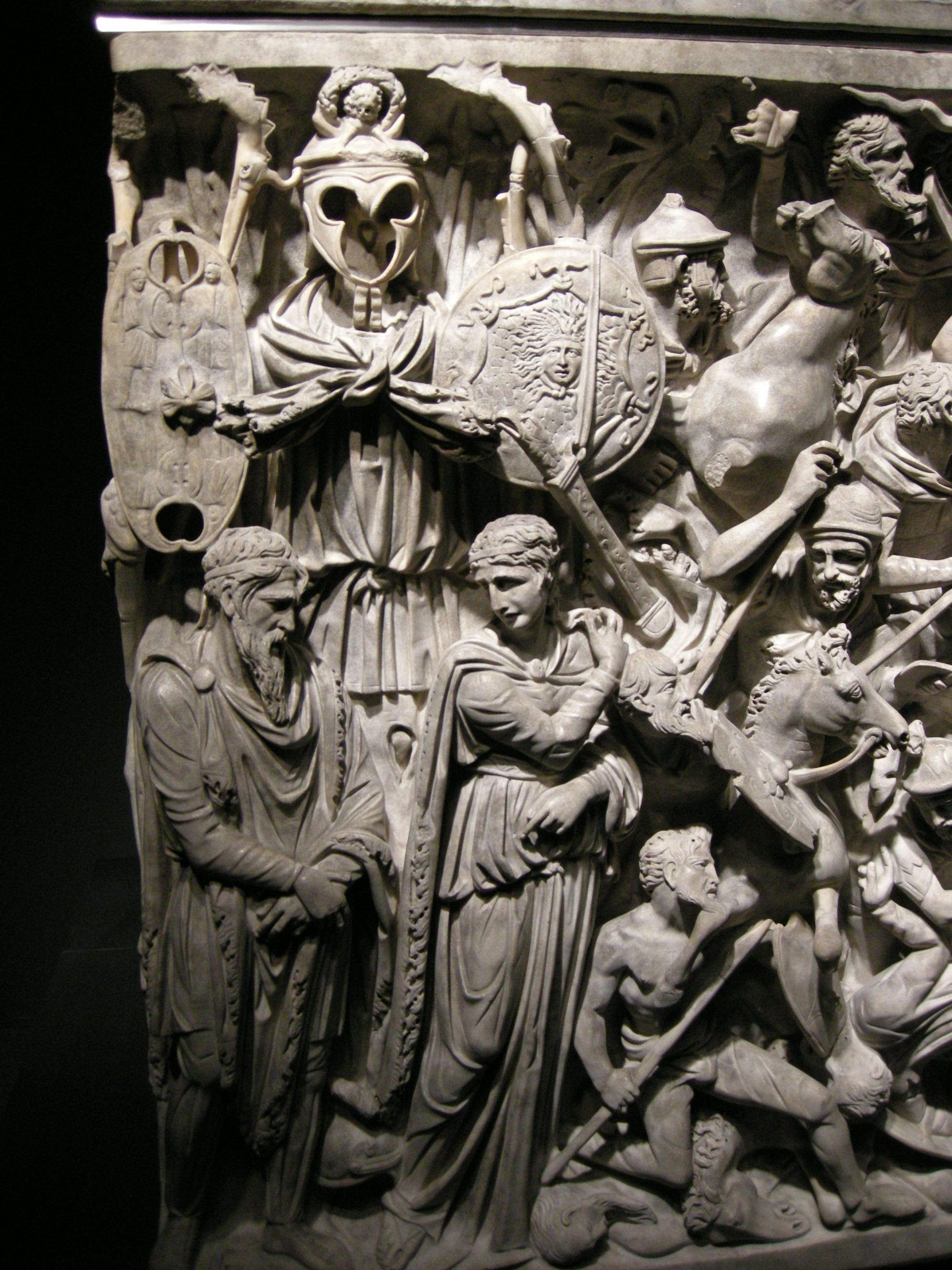
Detail van de voorzijde, links
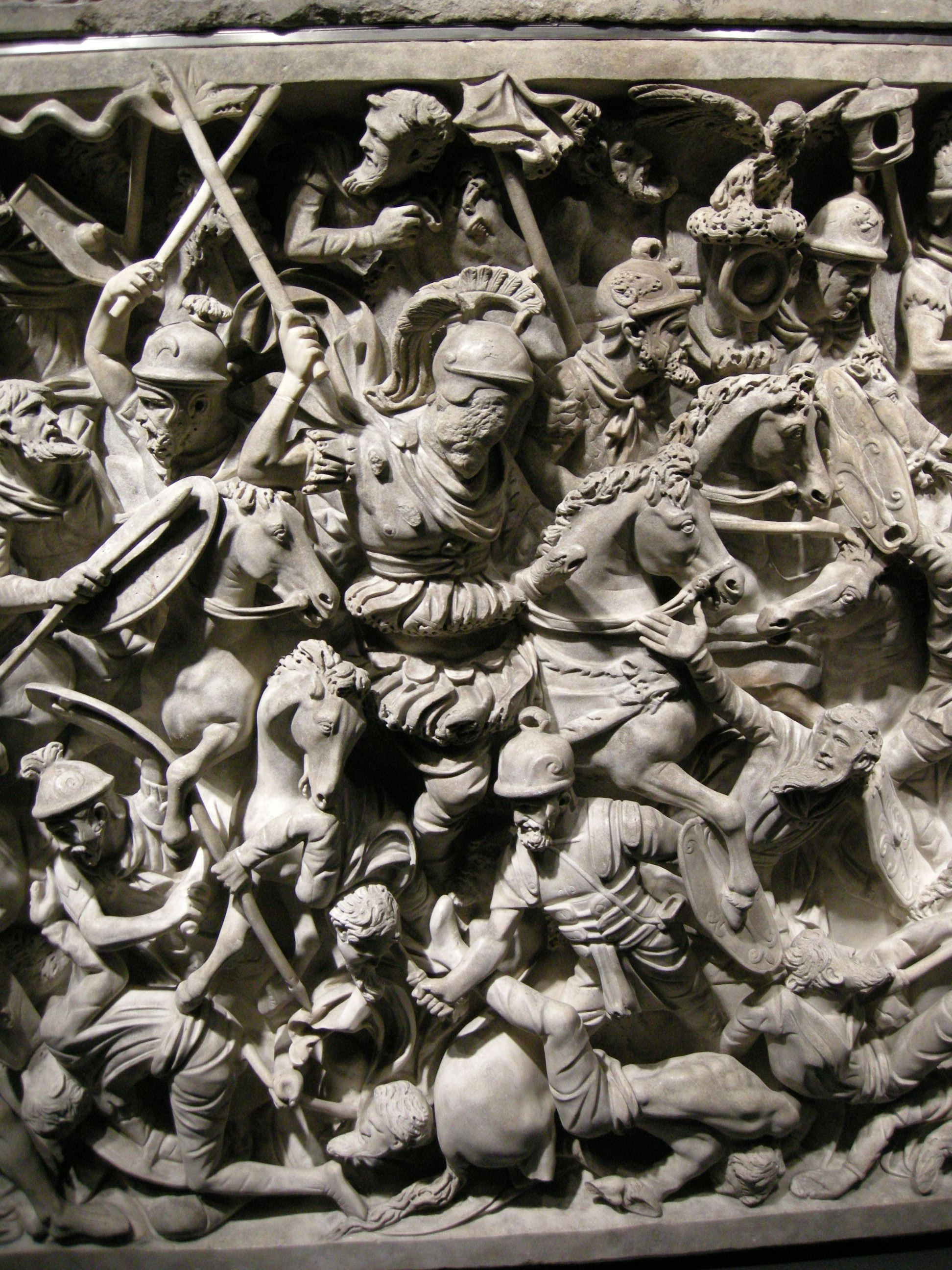
Detail van de voorzijde, midden
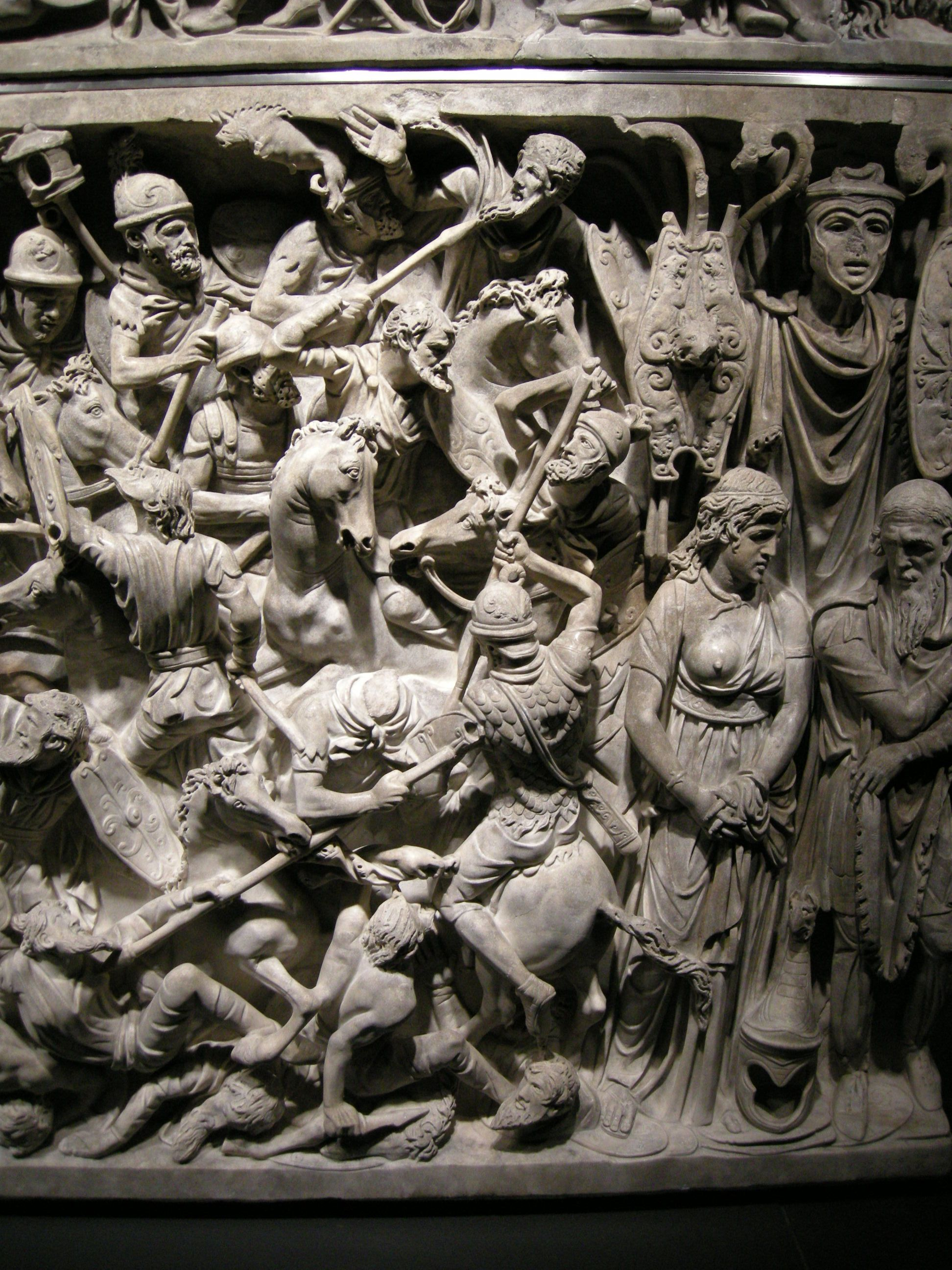
Detail van de voorzijde, rechts
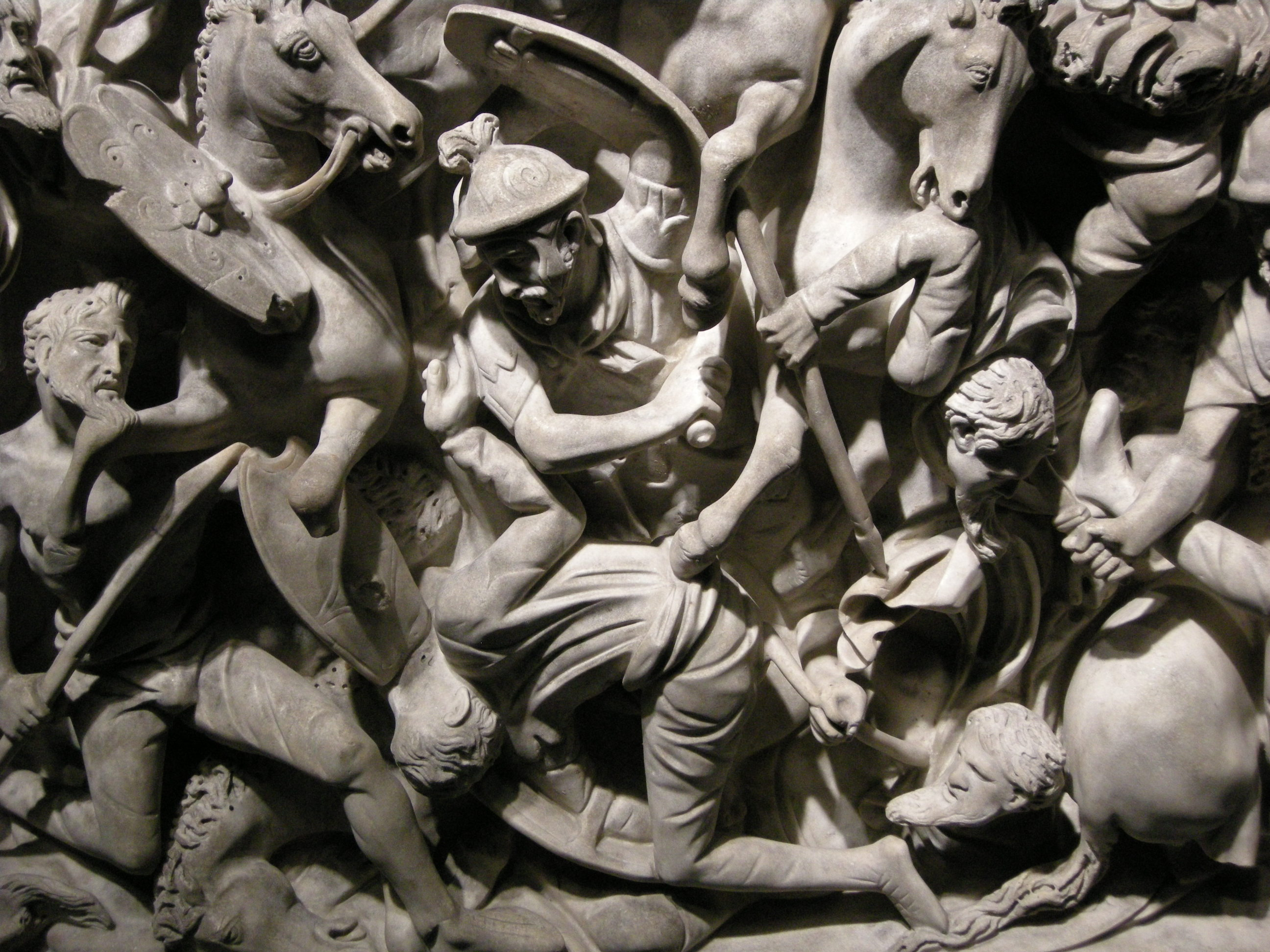
Detail
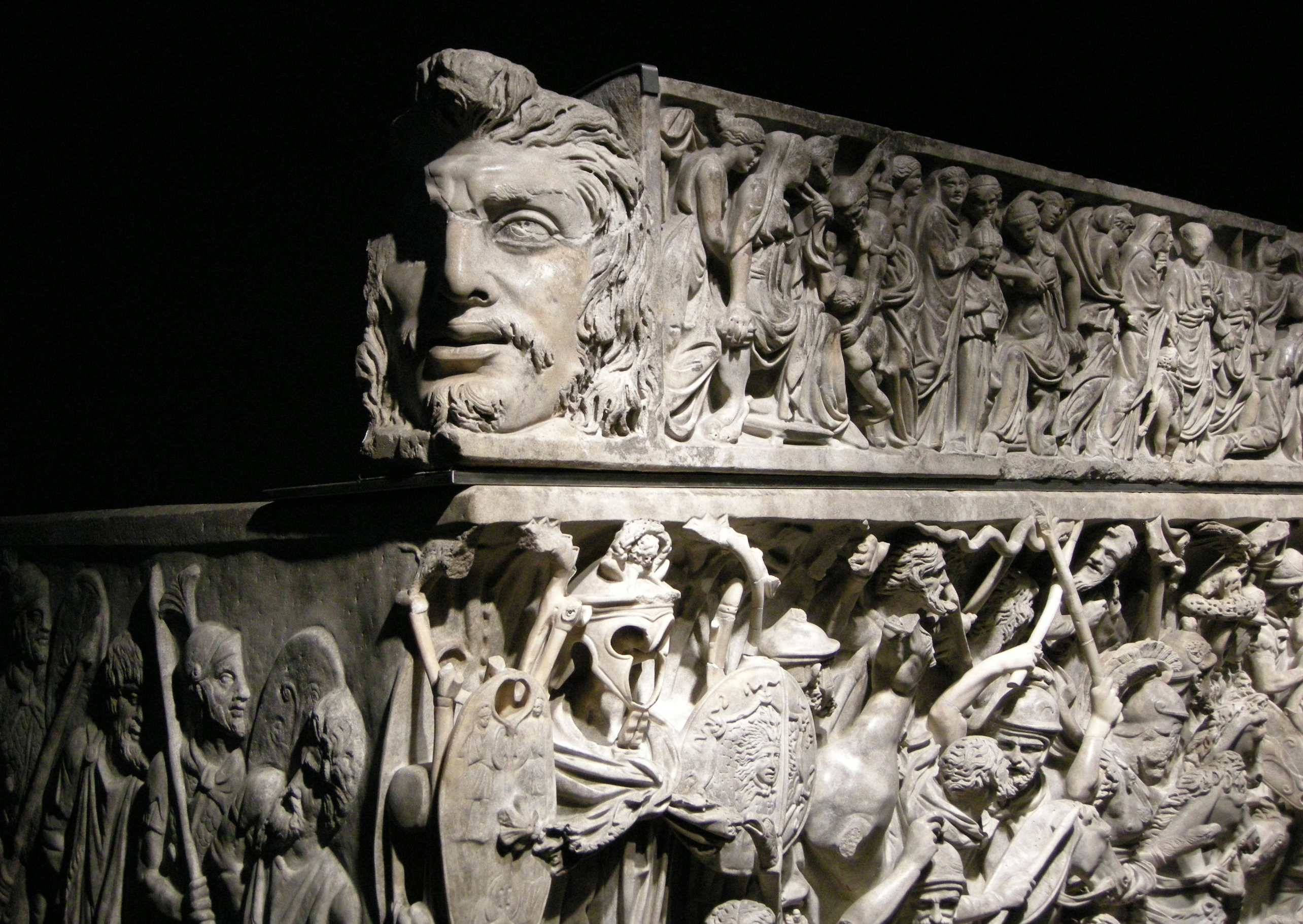
Detail
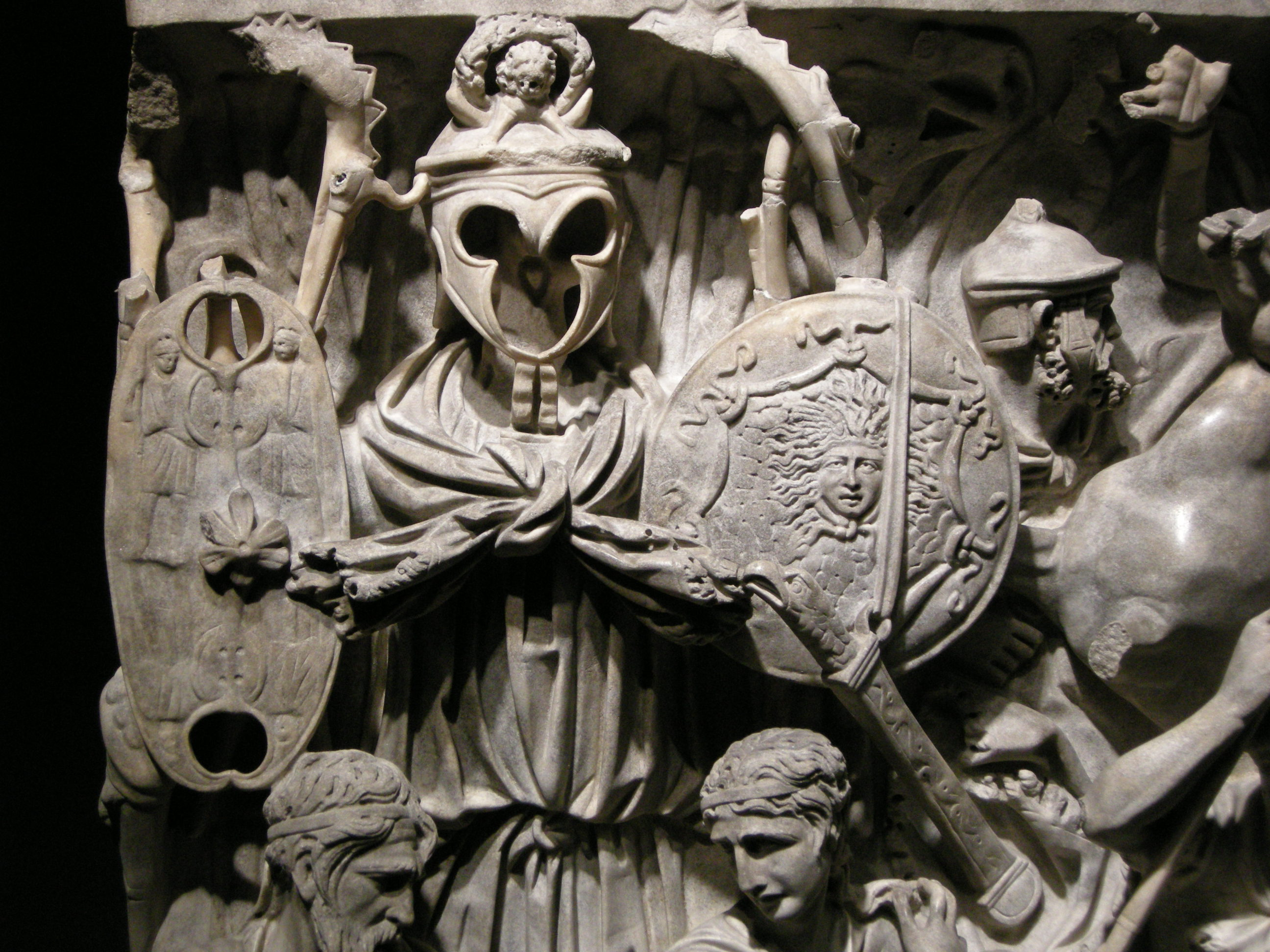
Oorlogstrofeeën